# TBO
TBO va ser una revista de còmics catalana escrita en castellà i alguns números en català, que va aparèixer el 1917 i es va publicar, amb interrupcions, fins al 1998. Va tenir una gran importància en la història del còmic espanyol, fins al punt que del títol de la revista va sorgir el terme tebeo, que a Espanya és sinònim de revista infantil il·lustrada i ha aconseguit romandre a l'imaginari popular amb expressions com "estar més vist que el tebeo".
Els editors de la publicació van ser fins al 1983, Buïgas, Estivill y Viña, S. L.; posteriorment va ser editada durant un breu període el 1986 per l'Editorial Bruguera, i entre el 1988 i el 1998 per Edicions B.
La revista, dirigida al públic infantil, va cultivar un estil propi d'historieta humorística. Especialment influents van ser algunes de les seves sèries, com La familia Ulises, de Benejam, o Els grans invents del TBO. Se'n van editar quatre números extraordinaris en català a la fi de la dècada dels 1970.
L'any 2016, la Biblioteca de Catalunya, va adquirir 105 dibuixos originals de diversos autors i temàtica, identificats i relacionats amb la publicació. Aquest fons inclou, entre d'altres, dibuixos de Josep Coll, Antoni Batllori Jofre, Rino (Marí Benejam Ferrer), Ricard Opisso i Sala, Antonio Ayné Esbert, Juan Martínez Buendía, Arístide Perré, Nit (Joan Macias), i de les sèries Los grandes inventos del TBO, De todo un poco, La família Ulisses, Concursos detectivescos ...

## Primera etapa (1917-1938)
El primer número de TBO va aparèixer el 17 de març de 1917, imprès al taller de litografia d'Arturo Suárez, a Barcelona. Al principi, la revista estava impresa en un sol color (blau), però, a partir del número nou, amb la incorporació de Joaquim Buïgas i Garriga a la direcció de la revista, van passar a utilitzar dos colors (vermell i negre). Una altra innovació del nou director va ser incloure una historieta a la portada, en lloc de l'acudit d'una sola vinyeta dels primers números.
El preu inicial de portada era de 10 cèntims. La revista va tenir un èxit creixent: va passar d'unes vendes de 9.000 exemplars el 1917 a 220.000 el 1935, el que la va convertir en la revista de còmics més venuda del període anterior a la guerra civil espanyola.
La popularitat de TBO no parava de créixer i el 1968 la Reial Acadèmia Espanyola inclou l'accepció "tebeo".
TBO estava clarament orientada al públic infantil, per la qual cosa es va centrar en l'humor blanc i va excloure de les seves pàgines continguts polítics o satírics. En aquesta etapa, van col·laborar a TBO autors espanyols com Donaz, Urda (1888-1974), Tínez, Nit, Ricard Opisso (1880-1966), Méndez Álvarez o Castanys. La revista va dedicar escassa atenció a la publicació d'autors estrangers, encara que poden citar-se George McManus, Soglow o McClure. La majoria de les historietes de la revista eren gags breus, sense personatges fixos.
Als anys vint del segle xx, TBO va publicar un suplement dedicat al públic femení, anomenat El setmanari BB.
La seva principal competidora durant la preguerra va ser la també barcelonina En Patufet, apareguda el 1904, es venia a només cinc cèntims.
Després de l'esclat de la guerra civil, va continuar publicant en la zona republicana fins al 1938, i arribà a un total de 1.097 números. Les principals sèries d'aquesta etapa van ser:
| Any             | Números | Títol                        | Autoria | Altres dades                                |
| --------------- | ------- | ---------------------------- | ------- | ------------------------------------------- |
| 1923            |         | Los grandes inventos del TBO | Nit     | Continuada posteriorment per altres autors. |
| 1936-19/06/1970 | a 660.  | Melitón Pérez                | Benejam |                                             |

Pel que fa a les tirades, va ser la publicació d'aquestes característiques més venuda a l'estat abans de la Guerra Civil espanyola.
|                    | 1917  | 1920   | 1925   | 1930    | 1935    |
| ------------------ | ----- | ------ | ------ | ------- | ------- |
| Número d'exemplars | 9.000 | 39.000 | 80.000 | 150.000 | 220.000 |

## Segona etapa (1941-1952)
Un cop acabada la Guerra Civil, Joaquim Buïgas es va proposar reprendre la publicació de TBO, la revista d'historietes que tant d'èxit havia obtingut en la seva etapa anterior, que s'havia vist interrompuda el 1938. Així, es va associar amb l'Editorial Bauzà (posteriorment s'incorporaria a aquesta societat Emili Viña, donant peu a la constitució de Buigas, Estivill y Viña, S.L. el 1943). Malgrat això, el nou règim polític encapçalat pel general Franco ja havia establert durant la guerra un monopoli editorial de publicacions infantils controlat pel partit únic, la Falange Española Tradicionalista y de las JONS, que van mantenir en les dècades següents una posició privilegiada pel seu caràcter oficialista. Igual que altres editors, Buïgas i els seus socis es van veure obligats a esquivar l'escassetat de paper (al qual tenien accés preferent les publicacions del règim) i la manca de permisos per publicar revistes de caràcter periòdic, i ho van fer recorrent a un subterfugi similar a l'emprat per la competència: canviar lleugerament la capçalera de cada quadern, com si es tractés de publicacions unitàries.
Precisament perquè no duien número ni data, l'estudi i l'ordre d'aquesta etapa de TBO ha suposat grans dificultats a estudiosos i col·leccionistes. Les conclusions a les que han arribat uns i altres no són totalment coincidents, encara que cada aportació que es produeix sembla esclarir noves dades. Entre les més recents s'hi troba l'article de Manuel Barrero “El TBO de Buigas, el TBO de siempre”, publicat al número 8 de la revista digital Tebeosfera, on proposa una nova ordenació dels 131 quaderns apareguts en aquells anys a partir de l'anàlisi de continguts de bona part d'ells. El primer d'aquests quaderns sense numerar (això fa que sembli impropi anomenar-los “números”) es titula Selección de historietas y pasatiempos para 1942 i el més lògic seria pensar que devia posar-se a la venda a finals de 1941. Conegut per molts col·leccionistes com “l'almanac del mamut” per l'animal que protagonitzava la portada il·lustrada per Urda, totes les seves pàgines interiors estaven impreses a una tinta, i només la portada era a color, amb la marca Ediciones TBO clarament destacada. Malgrat això, si ens atenim a la tesi que Barrero exposa a l'article esmentat, sembla que aquest es va tractar d'un llençament aïllat que no va tenir continuïtat fins al juny de 1943, quan es va produir l'aparició de Una hora de risa. Conseqüentment, seria qüestionable incloure Selección de historietas y pasatiempos para 1942 en aquesta relació de 131 quaderns, tant pel llarg temps transcorregut entre la seva publicació i la d’Una hora de risa com per la seva presumpta condició d'almanac.
Així, es podria considerar Una hora de risa l'autèntic punt d'inici d'aquesta etapa de la publicació. Als onze quaderns següents, la capçalera canviant (Vacaciones alegres, De todo un poco, Hojas escogidas, Páginas festivas, etc.) apareixia clarament separada de la marca Ediciones TBO. A partir d'aquí, la preposició “de” uneix la denominació variable al clàssic logotip de la revista (Hojas alegres de TBO, Páginas selectas de TBO, Historietas y chistes de TBO, etc.) i, des del 38è i fins al final, s'afegeix l'expressió “Ediciones TBO” (Álbum humorístico de Ediciones TBO, Escarceos cómicos de Ediciones TBO, Hojas recreativas de Ediciones TBO, etc.).
Els diferents quaderns van anar apareixent amb una periodicitat aproximadament bimestral durant el primer any, van passar a ser mensuals a partir de mitjans de 1944, i a quinzenals entre l'estiu de 1949 i el març de 1952, quan es va tancar aquesta etapa sense numerar per donar pas a una època numerada.
És ben cert que, com havia passat a la primera època, i malgrat tots els entrebancs, aquesta etapa sense numerar de TBO va obtenir un gran èxit, al qual sens dubte hi va contribuir l'aparició d'algunes sèries que, molt aviat, es van convertir en les més populars de la revista, com La familia Ulises (1944), inicialment una sàtira corrosiva d'una família mitjana durant la postguerra, o Las aventuras de Eustaquio Morcillón y Babali (1946), ambdues amb dibuix de Benejam i guions de Joaquim Buïgas, que es van unir a les que s'havien començat a l'etapa anterior (De todo un poco, Los grandes inventos de TBO o Melitón Pérez). Juntament amb els col·laboradors de la primera època, molts altres dibuixants van omplir les pàgines de TBO en aquesta etapa, la majoria de manera fugaç i sense deixar una empremta massa profunda tot i que també s'hi van incorporar Muntañola, Castanys, Sabatés, Blanco i, sobretot, Coll, que va publicar la seva primera historieta el 1949.
En conjunt es pot dir que, des del punt de vista dels seus continguts, l'etapa sense numerar de TBO no és gaire diferent de la primera etapa de la revista: algunes sèries amb personatges fixes i moltes historietas sense continuïtat d'extensió i format molt variat, presentades en una bigarrada compaginació que obeïa el principi d'oferir al lector el màxim contingut possible.
Com totes les publicacions «no afectes al règim», durant el franquisme TBO havia de presentar una maqueta prèvia a la Dirección General de Premsa. La revista de Buïgas només va tenir una topada greu amb la censura per una vinyeta de 1951 del dibuixant Manuel Díaz en la secció 'El ojo electrónico', de bromes i curiositats, on deia: «Blas Pérez ha descubierto un poderoso reconstituyente a base de chuletas, longaniza, jamón, pollo asado y lagosta. ¡Qué eminencias tenemos!». El problema era que el ministre de la governació també es deia Blas Pérez… Allò va acabar amb una multa de 12.000 pessetes, però quan van arribar a la redacció «dos inspectors de policia amb barret, gavardina amb cinturó, bigotet i fumant Chester (de contraban)», amb una ordre de segrest del número, el llavors director, Albert Viña, estava tremolant perquè temia que li tanquessin la revista, recorda Giralt que aquest li va explicar. El grafòpata també evoca que les «senyores grasses, rodonetes i de culs grossos que dibuixava Urda» no agradaven als censors.
Les sèries més reeixides d'aquesta etapa varen ser:
| Any             | Números | Títol                | Autoria   | Altres Dades |
| --------------- | ------- | -------------------- | --------- | ------------ |
| 1944            |         | La familia Ulises    | Benejam   |              |
| 1946-14/06/1968 | a 555.  | Morcillón y Babalí   | Benejam   |              |
| 1952-21/05/1967 | a 495.  | Angelina y Cristóbal | Muntañola |              |

## Tercera etapa (1952-1972)
Aconseguit el permís de publicació periòdica, el 1952 va començar la tercera etapa, reiniciant la numeració de la revista. Aquesta etapa es prolongaria fins al 8 de desembre de 1972, que arribà al número 789. En aquesta època es van consolidar algunes de les seccions més importants de la revista, com La familia Ulises, Eustaquio Morcillón i Melitón Pérez, dibuixades per Benejam; Los grandes inventos del TBO, per diversos dibuixants, i Josechu el vasco, de Muntañola. Un altre dels grans dibuixants el nom del qual va quedar estretament unit al de la revista va ser Josep Coll i Coll.
Els principals autors que van col·laborar en aquesta època de la revista van ser: Benejam (1890-1975), Josep Coll (1923-1984), Muntañola (1914-2012), Salvador Mestres (1910-1975), Joan Rafart i Roldán (1928-1997), Blanco (1926-2019), Antoni Ayné, Arturo Moreno, Ramon Sabatés (1915-2003), Antonio Mestre, Joan Bernet Toledano (1924-2009), Frape, Joan Blancafort o Serra Massana (1896-1980). També publicà a aquesta revista col·laboradors habituals de les revistes d'altres editorials com Josep Escobar (1908-1994), Carlos Conti (1916-1975), Soriano Izquierdo o l'abans esmentat Raf.
Entre l'escassíssim material estranger publicat per la revista, podem citar la secció El reyecito, dibuixada pel novaiorquès Otto Soglow (1900-1975). Les sèries sorgides en aquesta etapa són:
| Any            | Números    | Títol                         | Autoria               | Altres Dades |
| -------------- | ---------- | ----------------------------- | --------------------- | ------------ |
| 1957-5/06/1964 | 166 a 345. | Aventuras de Dña. Exagerancia | Joaquim Muntañola     |              |
| 1963-1964      |            | Los Kakikus                   | Josep M. Blanco Ibarz |              |
| 24/07/1963     | 300 i seg. | Josechu el vasco              | Joaquim Muntañola     |              |
| 1965           |            | Don Jerónimo, jefe de cocina  | Raf                   |              |
| 16/04/1965     | 390 i seg. | Maribel es así                | María Angeles         |              |
| 30/07/1965     | 405 i seg. | Altamiro de la Cueva          | Joan Bernet Toledano  |              |
| 25/02/1966     | 435-       | Joaquinete y su chupete       | Antonio Ayné Esbert   |              |

## Quarta etapa (TBO 2000,El TBO en catalàiEl TBO) (1972-1983)

### TBO 2000
A partir del número publicat el 15 de desembre de 1972, els editors van canviar el nom de la revista a TBO 2000 i van començar una nova numeració que començava pel número 2.000, que suposadament resultaria de sumar els exemplars publicats en totes les etapes anteriors. Es tractava d'un error, perquè en realitat el número d'aquella setmana hauria d'haver estat el 2.018 (les etapes anteriors sumaven 2.017 números i no 1.999 com llavors es va afirmar). Aquesta etapa va arribar als 503 números ordinaris, diversos extraordinaris i 22 almanacs.
Es va intentar una renovació important en els continguts de la revista, mitjançant la publicació d'historietes de diverses pàgines i donant cabuda a  sèries francobelgues (per exemple, «Els Barrufets», rebatejats com «Los Tebeítos», o «Florentino y su vecino»):
| Data       | Números | Títol                           | Històries de continuarà                     | Autoria              | Altres dades |
| ---------- | ------- | ------------------------------- | ------------------------------------------- | -------------------- | ------------ |
|            |         | Balín y Largo                   |                                             | Josep Maria Madorell |              |
|            |         | Casimiro Noteví, agente del TBI |                                             | Sabatés              |              |
| 1974.07.19 | 2083-   | Los Tebeítos                    | El tebeíto aprendiz (L'Apprenti Schtroumpf) | Peyo                 | Spirou       |
|            |         | Florentino y su vecino          |                                             |                      | Spirou       |
|            |         | Tontolín de Tarrascon           |                                             | Moreno               |              |

Són també notables les paròdies de sèries televisives de Cubero. Els últims autors incorporats van crear un estil d'humor més modern i innovador, amb sèries com:
| Data      | Números | Títol                                 | Històries de continuarà                   | Autoria | Procedència |
| --------- | ------- | ------------------------------------- | ----------------------------------------- | ------- | ----------- |
|           |         | Lobito Can                            | Sirvent                                   |         |             |
|           |         | Fort Baby                             | Sirvent, Tha                              |         |             |
| 1977-1979 |         | La Habichuela (la página loca de TBO) | Paco Mir, Tha, Sirvent, TP Bigart i Esegé |         |             |

El 1973, el seu tiratge era de 150.000 exemplars. No obstant això, la competència de les revistes de l'Editorial Bruguera va ser ferotge en aquesta etapa, i les dificultats econòmiques de l'empresa van obligar a fer nous canvis. Amb el número 2.364, publicat el 28 de desembre de 1979, acaba l'etapa d'innovació que havia començat set anys abans i desapareix la capçalera TBO 2000, que és substituïda per El TBO a partir del número 2.365 (4 de gener de 1980).

### El TBO en català
Paral·lèlament, entre 1976 i 1977 es van publicar quatre números especials en català. Amb la fi de la dictadura franquista es va clarificar definitivament la possibilitat d'editar en català. TBO, que estava a prop de celebrar el seu 60è aniversari, va decidir publicar números extraordinaris en català. Cal recordar que Joaquim Buïgas, un dels fundadors i director i editor de TBO, sempre s'havia sentit identificat amb els postulats catalanistes. De fet Albert Viña, el llavors director de TBO, va contribuir a fer possible la reaparició d'En Patufet el 1968. Patufet va ser la primera revista infantil sense el suport de l'església que es va poder publicar des dels temps de la República.
Des de la postguerra, els treballs d'impressió es van confiar als germans Baguñà, editors també de l'històric En Patufet, del qual TBO s'havia convertit en una mena de recanvi en castellà perquè s'adreçava a un públic sociològicament semblant. Albert Viña, que havia estat ben relacionat amb el franquisme, l'any 1976 va decidir intentar l'edició en català buscant ampliar el mercat lector de la seva publicació.
El primer d'aquests números, “60 anys de TBO, ara en català!”, va veure la llum el 23 d'abril de 1976, el mateix dia que sortia al carrer el diari Avui, el primer diari en català després de la Guerra Civil. Era també el 50è aniversari de la Festa del Llibre, instaurada l'any 1926, com es recordava a l'interior de la revista en un article de dues pàgines que repassava les principals revistes infantils en català que l'havien precedit: En Patufet, En Balluguet, Sigronet, Fatty, La Mainada, La Nuri, Jordi, L'Estornell, La Formiga, La Rondalla del dijous, Plançons, Virolet, Esquitx, Cavall fort, L'infantil o El Tarlà. La resta de pàgines es van dedicar gairebé exclusivament a reproduir historietes antigues de TBO traduïdes al català per Albert Jané i Josep Baiget. Curiosament, moltes d'aquestes historietes tenien guions de Joaquim Buïgas, durant molts anys director i editor de TBO, que les escrivia originalment en català i després eren traduïdes al castellà per una altra persona (sovint Emili Viña, el seu soci), així que es pot dir que el que van fer Jané i Baiget va ser retornar-les al seu idioma original. Els guionistes de les altres historietes incloses en aquest número eren, tal com s'indicava als crèdits, Carles Bech, Estanislau Boldú i Joan Almudí. En l'apartat gràfic hi trobem molts dels grans dibuixants de TBO, alguns d'ells ja morts en aquell moment: F. Tur, Urda, Castanys, Opisso, Benejam, Blanco, Coll, A. Batllori Jofré, Bernet Toledano, Sabatés, Raf i Tha, autor de la il·lustració de portada ambientada a la Costa Brava. Per mantenir la tradició, l'última pàgina es va destinar a La família Ulisses (igual que es va fer en els tres números posteriors). Es tractava potser d'una oferta massa antiquada pels temps que corrien.
Uns mesos més tard es va publicar TBO extra d'estiu en català, amb un plantejament semblant al del número anterior però amb historietes d'ambient estiuenc. La portada, de Tha a partir una idea de Sirvent, és un acudit de tema casteller. L'Albert Jané es va encarregar de traduir historietes amb guions de Buïgas, Bech, Boldú i Almudí i dibuixos de Bernet Toledano, Salvador Mestres, Roldán (una de les signatures de Raf), Pañella, Ayné, Castanys, Cubero, Benejam, Moreno, Coll, Blanco, Urda i F. Tur.
El Palau Nacional de Montjuïc va protagonitzar la portada de TBO extra de Nadal en català, novament obra de Tha. Aquest número extraordinari obria amb un article d'Aurora Díaz-Plaja anomenat “El Nadal i la literatura infantil catalana”. La resta de planes van recuperar historietes procedents d'almanacs i d'extres nadalencs de TBO, degudament traduïts al català per Albert Jané. Els dibuixants d'aquest número van ser Tínez, Alberdi, Ayné, Moreno, Pañella, Roldán, Olivé, Sabatés, Urda, A. Batllori Jofré, Muntañola, Coll, Blanco, Benejam, Salvador Mestres i Isabel Bas, amb Buïgas, Bech, Boldú i Almudí novament acreditats com a guionistes.
Finalment, l'abril de 1977 va sortir el 4t extra de TBO en català amb una antiga historieta de Coll a la portada. Un cop més, Albert Jané es va encarregar de traduir al català el material reciclat, signat per Sirvent, Ayné, Salvador Mestres, Roldán, Urda, Sabatés, Blanco, Muntañola, Moreno i Benejam, amb guions de Buïgas, Bech, Boldú i Almudí.
Però les vendes d'aquests quatre extraordinaris no van ser prou bones com per garantir la continuïtat de l'experiència. Sens dubte, l'aposta pel material antic traduït no va resultar prou atractiva per als lectors de l'època. Sembla, a més, que la distribució al País Valencià i les Illes Balears va presentar alguns problemes.

### EL TBO
Des de la nova etapa com El TBO es recorre principalment a la reedició d'historietes publicades anys enrere (incloses les de la Família Ulisses). El 1981 els números normals de la revista es van convertir en suplement infantil de la revista Lecturas (concretament, del número 2.426 al 2.468). El 1982 El TBO va tornar als quioscos, però va acabar per sucumbir al maig de 1983, quan es va publicar el número 2502. Al mes següent va aparèixer un extra amb 32 portades de diferents èpoques i en l'última pàgina s'acomiadava concisament el seu director Alberto Vinya amb un «Fins sempre estimat lector». Els fons de TBO van ser adquirits per la seva competidora, Editorial Bruguera, el 1983.

## Cinquena etapa (Complot/ Bruguera) (1986)
Va ser anomenada pels editors com «quarta època», en considerar la tercera i la quarta com una sola. Va ser editada conjuntament per l'Editorial Complot i la agonitzant Editorial Bruguera. Actuava de gerent Javier Nieto i estava dirigida per Joan Navarro.
Excepte pel nom, podria considerar-se una revista diferent. Es van canviar les clàssiques lletres arrodonides i vermelles de la capçalera per altres més anguloses de color groc o taronja, i es va afegir a la portada el subtítol «setmanari de diversió i reflexió». Clarament es dirigia a un públic diferent que el del clàssic setmanari de les etapes anteriors, amb un tipus d'humor que ja no es pot considerar «per a totes les edats». Joan Navarro va aplicar a aquesta publicació una fórmula que seguia les petjades de la desapareguda revista Complot: oferir historietes d'autors de grafisme personal i trencador, amb guions de qualitat, tant d'humor com d'altres gèneres. Per a això, TBO es va nodrir de joves autors locals i historietistes espanyols habituals en revistes com Cairo, Madriz o El Víbora, com Roger, Pere Joan, Miguel Gallardo, Micharmut, Tom, Sento, Mique Beltrán, Vallès, Guillem Cifré, Max, Javier de Juan, Raúl, Del Barrio, Daniel Torres, Xavier Mariscal, Keko, així com d'un elenc d'autors francesos: Greg, Autheman i Rousseau. També va incloure la reedició d'algunes pàgines del clàssic TBO, especialment de Coll. Aquesta versió de TBO va ser publicada en un moment en què el mercat de la historieta espanyola estava saturat de revistes, però la curta trajectòria d'aquesta publicació (7 números, datats entre abril i juny de 1986) va ser provocada pel daltabaix final de l'Editorial Bruguera, que va tancar definitivament les seves portes aquell mateix mes.
| Números | Título                       | Autoría               | Procedencia     |
| ------- | ---------------------------- | --------------------- | --------------- |
|         | Los fabricantes de estrellas | Ramón de España/Roger | Complot! (1985) |
|         | Balín y Balán                | Max                   |                 |
|         | Perico Carambola             | Molina i Gallardo     |                 |
|         | Cóndor                       | Autheman i Rousseau   |                 |
|         | Kador                        | Binet                 |                 |
|         | Aquil·les Taló               | Greg                  |                 |
|         | Bajo cero                    | Micharmut             |                 |

## Sisena etapa (Ediciones B) (1988-1998)
Després de l'enfonsament de Bruguera, els drets sobre TBO i els seus personatges passen a ser propietat d'Ediciones B, que treu al mercat novament la revista a partir de febrer de 1988. Col·laboren en aquesta etapa multitud d'autors que creen noves sèries i seccions d'acudits. Entre ells es troben:
| Any     | Números | Títol                                                      | Autoria                             |
| ------- | ------- | ---------------------------------------------------------- | ----------------------------------- |
| 02/1988 | 1       | Obseso Pisafondo                                           | Jaume Rovira                        |
| 02/1988 | 1       | El rollo del día                                           | Manuel Vázquez, Juan Carlos Ramis   |
| 02/1988 | 1       | Don Pyme y sus apuros para ganar cuatro duros              | Esegé                               |
| 02/1988 | 1       | Cinemateca TBO                                             | Edmond                              |
| 02/1988 | 1       | Ven a TBO, reina...                                        | Purita Campos                       |
| 02/1988 | 1       | Insegurini                                                 | Enrique Sánchez Abulí/Martz Schmidt |
| 02/1988 | 1       | Marbelly Kasset, que vive de la jetset                     | Víctor Mora/Folgado de Rojas        |
| 02/1988 | 1       | Fortunato                                                  | Alfons Figueras                     |
| 02/1988 | 1       | Tragapérrez                                                | José Royo                           |
| 02/1988 | 1       | Cartas a Lino, sobrino                                     | Escobar                             |
| 02/1988 | 1       | El bosque encantado de Konosserl                           | Pasqual Ferry                       |
|         |         | Encuentros en la tercera edad                              | Juan Carlos Ramis                   |
|         |         | Chez Ruperez's                                             | Joaquín Cera                        |
|         |         | Fede y sus colegas (dramón urbano por entregas)            | Ribera, Edmond                      |
|         |         | Perichpecias                                               | Perich                              |
|         |         | Don Roge y Doña Lisístrata que con sus hijos meten la pata | Segura                              |
|         |         | Florofo                                                    | Raf                                 |
|         |         | Teresito Fisgón reporter del corazón                       | Escolano                            |
|         |         | Las geniales parodias                                      | Pikágoras, Juan Carlos Ramis        |

Per marcar la continuïtat amb etapes anteriors, Sabatés publica nous Inventos de TBO mentre que Sempere i Pérez Navarro realitzen una nova versió de La Família Ulisses a ¡Hala, hala, a mogollón... con la familia Rovellón!.
Es van publicar també historietes i acudits d'autors estrangers com René Pétillon ("Jack Pelman"), Gotlib i Goscinny ("Informe comical"), Stuart Hample ("Woody Allen"), Don Flowers ("guapísimas de TBO"), Sidney i Bom ("Cecilia, Julia y Clara, al mal tiempo buena cara") i Jan Kruis ("Jean, Jeanne y los niños "), i fins i tot còmics de premsa americans de diferents èpoques: "Educando a papá" i "Angelito" de George McManus, "Betty Boop" de Max Fleischer, "Anita y sus amigas" de Brandon Walsh i Darrell McClure, "Blondie" de Chic Young i "Ketty Love" de Paul Robinson, entre d'altres.
A més del material nou, la nova publicació portava un encarte central amb historietes d'arxiu dels autors clàssics de la segona i tercera etapes, amb el títol "El TBO de siempre".
Es va mantenir un ritme de publicació mensual fins a principis de 1996, data en la qual van desaparèixer les altres revistes d'historietes que encara publicava Edicions B. Des de llavors TBO va aparèixer sense periodicitat fixa fins a setembre de 1998, quan va finalitzar la publicació de la històrica revista, amb el número 105.

## Reedicions posteriors
Posteriorment Ediciones B ha recuperat part del material clàssic de la revista en diverses col·leccions d'àlbums:
- El març de 2005 es va publicar un volum de la col·lecció Súper Humor Clásicos, dedicat a la Família Ulisses, i a l'octubre del mateix any el segon volum d'aquesta col·lecció portava el subtítol de "Grandes Maestros del TBO".
- El gener de 2007 comença la publicació d'una sèrie de volums titulats El TBO de siempre, que recullen material clàssic de forma totalment desordenada.
- A l'abril de 2007 es publica un recopilatori d'els grans invents de TBO dins d'una col·lecció d'àlbums denominada "Edición Col·leccionista".
- El gener de 2011, l'editorial Salvat va llançar una col·lecció centrada en els almanacs i números extraordinaris.